# Beveren
Beveren je město v belgické provincii Východní Flandry, v němž žije necelých padesát tisíc obyvatel, převážně Vlámů. Nachází se na břehu řeky Šeldy v regionu Waasland, 10 km západně od Antverp. K Beverenu patří od správní reformy v roce 1977 dříve samostatné obce Doel, Haasdonk, Kallo, Kieldrecht, Melsele, Verrebroek a Vrasene, uvažuje se také o připojení Kruibeke.
Město leží v přímořské rovině a bylo často zasaženo povodněmi, nejhorší byly v letech 1570 a 1953. Od šedesátých let byly v okolí vybudovány poldery a vznikl významný říční přístav Waaslandhaven, na který navazuje rozsáhlá průmyslová a obchodní zóna. V Doelu se nachází jaderná elektrárna. Většina původních obyvatel byla vystěhována a Doel je tak známý jako útočiště squatterů a tvůrců graffiti. Významnými památkami jsou vodní hrad Cortewalle, gotický chrám Panny Marie v Melsele, větrný mlýn v Doelu a vojenské opevnění z dob první světové války v Haasdonku.
Beveren je znám fotbalovými kluby KSK Beveren (zanikl v roce 2010) a Waasland-Beveren, který hraje na místním Freethielstadionu. Tým Asterix Avo Beveren je dvanáctinásobným mistrem Belgie v ženském volejbalu.

## Rodáci
- Jan Miel (1599–1663), malíř
- Wilfried Van Moer (1945–2021), fotbalista
- Danzel (* 1976), zpěvák a DJ